# Ritorno dal paradiso
Ritorno dal paradiso (Down to Earth) è un film del 2001 diretto da Chris Weitz e Paul Weitz.
Il film è il remake di Il paradiso può attendere (1978) e L'inafferrabile signor Jordan (1941).
In alcune edizioni il film è intitolato Down to Earth - Ritorno dal paradiso.

## Trama
Lance Barton, un attore nero, muore prima del suo tempo in un incidente d'autobus, arrivato in paradiso non accetta l'idea di rinunciare al suo futuro da cabarettista e viene rimandato sulla Terra. Peccato però che il corpo che hanno trovato per ospitarlo è quello di un ricco bianco che moglie e amante vogliono fare fuori.